# Via Carducci
Via Giosuè Carducci si trova a Firenze, da piazza Sant'Ambrogio a piazza d'Azeglio, facendo angolo con via Giovan Battista Niccolini.

## Storia
Esisteva qui una viottola che, poco oltre la chiesa di Sant'Ambrogio, si inoltrava il linea retta tra i campi. La realizzazione di una vera e propria strada comunale è da mettere in relazione con l'urbanizzazione del nuovo quartiere della Mattonaia, avviata nel 1864 e quindi rapidamente proseguita negli anni di Firenze Capitale (1865-1871). Il quartiere attorno a piazza d'Azeglio, già a ridosso delle mura, venne infatti edificato dopo il 1865, per accogliere in palazzine, villini e casamenti l'accresciuta popolazione della città, secondo il piano regolatore interno della città redatto dall'ingegnere del Comune Luigi Del Sarto. Molte strade della zona sono dedicate agli scrittori dell'Ottocento, spesso residenti, per un certo periodo, a Firenze. Non fa eccezione Giosuè Carducci, che morì a Bologna e avrebbe dovuto essere sepolto nel "tempio dell'Italie glorie" in Santa Croce, ma vi è oggi ricordato solo da una targa. La denominazione della strada fu deliberata dalla giunta comunale il 20 maggio 1910, e in precedenza era titolata a sant'Ambrogio, titolare della vicina chiesa di Sant'Ambrogio.

## Descrizione
Al decoro borghese che caratterizza tutto il quartiere si adegua anche il secondo tratto di questa strada (avendo il primo conservato traccia dei fabbricati che precedentemente facevano barriera e che furono tagliati e riconfigurati), con villini e palazzine riconducibili alla scuola poggiana. La carreggiata, delimitata da marciapiedi da ambedue i lati, è a lastrico, anche se si deve lamentare il dissesto di ampi tratti, dovuti alla limitata manutenzione.
Al numero 5 ha sede l'Istituto Storico della Resistenza in Toscana.

### Edifici
| Immagine | N°         | Nome                                                 | Descrizione |
| -------- | ---------- | ---------------------------------------------------- | --- |
|          | 1          | Casa della Pia Casa di Rifugio di Sant'Ambrogio      | L'edificio sorge all'incrocio tra via Giosue Carducci e via dei Pilastri e mostra i prospetti organizzati su quattro piani per tre assi, di disegno decisamente anonimo anche se chiaramente riconducibile ai caratteri propri dell'architettura della seconda metà dell'Ottocento. Era qui originariamente un'ala della Scuola di Sant'Ambrogio, costruita tra il 1785 e il 1790 su progetto dell'ingegnere Giuseppe Salvetti a seguito delle riforme leopoldine che avevano imposto la trasformazione del monastero di Sant'Ambrogio in educandato. Passata la proprietà alla Pia Casa di Rifugio delle Nuove Convertite questa, trovandosi nella disponibilità di ambienti superiori alle necessità, vendette lo stabile alla Società degli Asili infantili. Fu questa porzione, per poco tempo diventata sede dell'asilo Vittorio Emanuele II, ad essere in parte demolita nel 1866 in occasione della realizzazione del tracciato della nuova strada Giosue Carducci, secondo il piano regolatore. L'anno successivo la Pia Casa di Rifugio ricomprò la porzione già alienata e promosse la costruzione dell'attuale edificio, destinato ad appartamenti e spazi commerciali da appigionare, in modo da contribuire al mantenimento dell'Opera Pia. |
|          | 2, 4, 6, 8 | Complesso della Pia Casa di Rifugio di Sant'Ambrogio | Il complesso si mostra sulla strada sotto forma di esteso casamento di quattro piani, di disegno oltremodo anonimo, determinato a seguito della parziale espropriazione della fabbrica e della sua riconfigurazione successiva all'apertura, attorno al 1866, dell'attuale strada via Giosue Cardicci, che impose la demolizione di parte del precedente immobile. Tuttavia la storia del sito è antica e importante, originandosi questo in stretta relazione con il complesso religioso di Sant'Ambrogio. Già impoverito verso la fine del Seicento dalla mancanza di fondi, nel 1785 il monastero fu colpito dalle riforme leopoldine che imponevano la trasformazione di simili cenobi in conservatori, per cui il complesso fu destinato in parte a educandato riservato a nobili fanciulle, in parte a scuola pubblica per le giovani del quartiere, retta da suore francescane dette Paolette. In ragione delle nuove destinazioni la fabbrica fu oggetto di interventi di risistemazione e ampliamento, in particolare con la costruzione, su progetto dell'ingegnere Giuseppe Salvetti e con lavori documentati tra il 1785 e il 1790, di un'ala posta a delimitare la piazza dalla parte dell'orto che sarebbe stata poi quella demolita in occasione della creazione di via Giosue Carducci. Ambedue gli istituti ebbero tuttavia vita breve essendo soppresso nel 1808 l'intero convento di Sant'Ambrogio e l'edificio destinato alla realizzazione di case d'affitto di utilità pubblica. Tuttavia nel 1815 i diritti sulla proprietà furono ceduti alle monache domenicane della Pietà di via Giusti, quindi, l'anno seguente, l'amministrazione dei beni ecclesiastici destinò i locali a residenza di due diverse comunità: le suore Agostiniane dette le Convertire provenienti dal convento di Sant'Elisabetta di via de' Serragli, e le Nuove Convertire, una comunità laica di prostitute "in via di redenzione" istituita nel 1808 in alcune stanze dell'ospedale di Santa Maria Nuova e detta Pia Casa di Rifugio (Carrara 1999). Nel 1835 la prima comunità fu abolita mentre la Pia Casa fu eretta in ente morale. Quest'ultima, trovandosi nella disponibilità di ambienti superiori alle necessità, vendette parte dello stabile alla Società degli Asili infantili. |
|          | 9-11       | Casa di riposo Settimio Sadun                        | Si tratta di un edificio moderno, costruito alle spalle della Sinagoga di Firenze dalla stessa comunità ebraica, e destinato a casa di riposo (già sorta nel 1870 e inizialmente ubicato in un edificio in affitto in via Cavour) e ad altre attività. È stato costruito su progetto dell'architetto Adolfo Pagani e inaugurato nel 1959. È caratterizzata da un andamento in orizzontale, accentuato dal diverso trattamento delle superfici, al terreno con paramento in filaretto di pietra, ai piani superiori da mattoni a vista. |
|          | 13         | Palazzina                                            | Si tratta di una palazzina signorile, sviluppata su quattro piani per sette assi. È segnalata dalla letteratura perché per lungo tempo abitata dallo scrittore e ideologo positivista Gaetano Trezza, morto a Firenze il 28 ottobre 1892. Del soggiorno riferisce anche una memoria posta sul fronte, redatta da Mario Rapisardi. |
|          | 15         | Palazzina Marabottini Marabotti                      | L'edificio è documentato come costruito tra il 1869 e il 1879 su progetto dell'ingegner Pietro Tincolini e su committenza di Pitagora Marabottini Marabotti, nobile pratese. Nell'insieme, non fosse per lo scudo con l'arme del proprietario che conferisce una certa nobiltà all'edificio, il palazzetto si presenta di modi sufficientemente correnti nell'ambito dell'architettura tardo ottocentesca di pregio. Le decorazioni della facciata sono decisamente sobrie, con le cornici delle finestre risolte semplicemente con bugne sbozzate sormontate al piano terra e al primo piano da timpani con cornici rettangolari. |
|          | 18         | Palazzina                                            | Si tratta di una palazzina con il fronte organizzato su tre piani e cinque assi, con l'immancabile balcone a coronare l'ingresso centrale, il tutto in sintonia con il gusto borghese della seconda metà dell'Ottocento. Si potrebbe identificare con l'edificio segnalato in questa via da Ulisse Tramonti come realizzato su progetto di Vincenzo Micheli per la contessa Ginevra de' Nobili in via Giosue Carducci, ma l'assenza di indicazioni più precise rendono questa solo una ipotesi (peraltro nell'androne è una cancellata con uno scudo recante uno stemma non identificato e comunque non rispondente all'arme della famiglia). |
|          | 19         | Palazzina Carandini                                  | Il grande edificio sorge su un lotto di terreno rimasto inedificato dopo che la piazza si era popolata di palazzi e villini tra il 1865 e il 1871, acquistato proprio nel 1871 (cioè nell'anno del trasferimento della capitale a Roma e della conseguente diminuzione dei valori degli appezzamenti edificabili in questa zona qualificatasi come una delle più esclusive della città) da Gian Giacomo Carandini, marito di Riccarda Bastogi, già residente con la famiglia nel palazzo di via dell'Oriuolo e desideroso di una residenza ancor più grande e ariosa. Il progetto fu affidato all'architetto Pietro Marinelli e i lavori durarono dal 1873 al 1874, mentre gli interni sono documentati come completati solo nella primavera del 1878. |

### Lapidi
La lapide dedicata a Gaetano Trezza, sull'edificio al n. 13, è in marmo bianco con fregio perimetrale e recita:
| IN QUESTA CASA MOLTI ANNI MEDITÒ E SCRISSE GAETANO TREZZA CHE CON SENTIMENTO PROFONDO DELLA VITA MODERNA CON FECONDA DOTTRINA CON ENTUSIASMO D'APOSTOLO INIZIÒ E PROPAGÒ IN ITALIA LA CRITICA SCIENTIFICA NACQUE IN VERONA NEL DICEMBRE 1828 MORÌ IN FIRENZE IL 28 OTTOBRE 1892 |